# Hypoxystis
Hypoxystis là một chi bướm đêm thuộc họ Geometridae.

## Các loài
- Hypoxystis mandli Schawerda, 1924
- Hypoxystis pluviaria (Fabricius, 1787)
- Hypoxystis pulcherata (Herz, 1905)